# Stigmaulax sulcatus
Stigmaulax sulcatus is een slakkensoort uit de familie van de Naticidae. De wetenschappelijke naam van de soort is voor het eerst geldig gepubliceerd in 1778 door Born.